# Talitha Bateman
Talitha Eliana Bateman (Turlock, 4 september 2001) is een Amerikaanse actrice. Ze vertolkte rollen in onder andere de sciencefictionfilm The 5th Wave (2016), de bovennatuurlijke horrorfilm Annabelle: Creation (2017), de rampenfilm Geostorm (2017), de romantische komedie Love, Simon (2018) en de horrorfilm Countdown (2019).
Bateman werd geboren in Turlock, Californië en komt uit een gezin van acht kinderen. Ze is de zus van acteur Gabriel Bateman.

## Filmografie

### Film
| Jaar | Titel                                | Rol                        | Opmerkingen |
| ---- | ------------------------------------ | -------------------------- | ----------- |
| 2012 | George Biddle, CPA                   | Kind van Many              |             |
| 2013 | The Park Bench                       | Young Molly's Friend       | Korte film  |
| 2014 | Life Grows On                        | Kleindochter               | Korte film  |
| 2014 | The Hive                             | Kayla                      |             |
| 2014 | We Make That Lemonade                | Beef                       | Korte film  |
| 2016 | The 5th Wave                         | Teacup                     |             |
| 2016 | Nine Lives                           | Nicole Camden              |             |
| 2016 | So B. It                             | Heidi DeMuth               |             |
| 2017 | Vengeance: A Love Story              | Bethie Maguire             |             |
| 2017 | Annabelle: Creation                  | Janice / Annabelle Higgins |             |
| 2017 | Geostorm                             | Hannah Lawson              |             |
| 2018 | Love, Simon                          | Nora Spier                 |             |
| 2018 | The Boxcar Children: Surprise Island | Violet (stem)              |             |
| 2018 | Just Between Us                      | Bree                       |             |
| 2019 | Countdown                            | Jordan Harris              |             |
| 2019 | Robert the Bruce                     | Iver                       |             |

### Televisie
| Jaar | Titel                             | Rol              | Opmerkingen                           |
| ---- | --------------------------------- | ---------------- | ------------------------------------- |
| 2013 | The Middle                        | Girl Glossner    | Aflevering: "The Kiss"                |
| 2014 | Maker Shack Agency                | Cheerleader      | Aflevering: "Pilot"                   |
| 2014 | Petals on the Wind                | Emma             | Televisiefilm                         |
| 2015 | Hart of Dixie                     | Scarlett Kincaid | 3 afleveringen                        |
| 2016 | Mamma Dallas                      | Onbekend         | Aflevering: "Pilot"                   |
| 2016 | Furst Born                        | Erin             | Aflevering: "Pilot"                   |
| 2017 | Stuck in the Middle               | Sophie           | Aflevering: "Stuck with a New Friend" |
| 2019 | Law & Order: Special Victims Unit | Laura Moore      | Aflevering: “A Story of More Woe”     |
| 2020 | Away                              | Alexis Logan     | 10 afleveringen                       |

## Prijzen en nominaties
| Jaar | Prijs                 | Categorie             | Werk                | Uitslag     |
| ---- | --------------------- | --------------------- | ------------------- | ----------- |
| 2018 | MTV Movie & TV Awards | Meest bange prestatie | Annabelle: Creation | Genomineerd |